# 阿尔滕施塔特 (上巴伐利亚)
阿尔滕施塔特（德语：Altenstadt）是德国巴伐利亚州上巴伐利亚行政区 魏尔海姆-雄高县的一个市镇。
阿尔滕施塔特意为"老城",是雄高 的老城,,在13 世纪,雄高 的大部分居民搬到几公里外的莱赫河边,建立了新的定居点。
该镇的重要景点是罗马式的圣弥额尔圣殿，内有中世纪壁画和罗马式雕塑。